# Col du Hohwalsch
Le col du Hohwalsch, aussi appelé Hohwalschplatz, est un col forestier des Vosges moyennes situé à 486 mètres d'altitude entre le Hohwalsch au nord et le Heidenschlossberg au sud qui met en communication la vallée de la Bièvre et celle de la Zorn jaune.
Le site est apprécié comme lieu de détente, surplombé par le rocher du Hohwalsch et entouré de nombreux vestiges antiques comme le cimetière gallo-romain des Trois Saints, l'établissement celtique de la croix du Hengstberg et l'enceinte du Heidenschloss.

## Géographie

### Localisation et accès
Le col du Hohwalsch partage son nom avec le sommet du Hohwalsch à 558 m et le rocher du Hohwalsch (Hohwalschfels). Il est situé dans la forêt domaniale de Walscheid. Il relie la vallée de la Bièvre, affluent de la Sarre, à la vallée de la Zorn jaune, petit affluent de la Zorn qui conflue avec la Moder.
Il est situé dans les Vosges gréseuses dans le département de la Moselle. Bien qu’il soit le seul col à franchir sur la route médiévale de la Lorraine vers l’Alsace[réf. souhaitée], il n’est pas un col frontière entre les deux départements de la Moselle et du Bas-Rhin. Une fois parvenu dans la vallée de la Zorn, le voyageur reste en Lorraine jusqu’à la petite agglomération de Stambach où débute la région Alsace, à environ 15 km du col en aval.
Le col du Hohwalsch permet, outre le passage vers la Trouée de Saverne, de se rendre vers le sommet le plus élevé du département de la Moselle, le Grossmann (986 m) situé sur la ligne de crête des Vosges gréseuses entre le Schneeberg au nord-est et le Donon au sud-ouest. Pour y parvenir, il faut emprunter la route forestière qui reste sur la crête en direction du col du Brechpunkt (545 m), puis mène au col de la Sayotte (742 m) qui devient un chemin forestier.
L’accès au Hohwalsch se fait par deux routes forestières, celle du Hohwalsch du côté de Walscheid et celles de la Zorn et  de la Beimbach du côté de Dabo. Les deux routes sont autorisées à la circulation de 6 h 00 à 20 h 00, tout comme le stationnement des véhicules au col.
Le col de Hohwalsch, au XIXe siècle, forme la limite sud de la frontière linguistique franco-allemande dans le secteur. Les communes de Walscheid, Eigenthal et Dabo, ainsi que les écarts qui en dépendent, appartiennent à la zone germanophone, y compris l’écart de Beimbach qui est en dessous du col. La limite des langues poursuit sa route vers le col du Brechpunkt sur la crête.

### Végétation

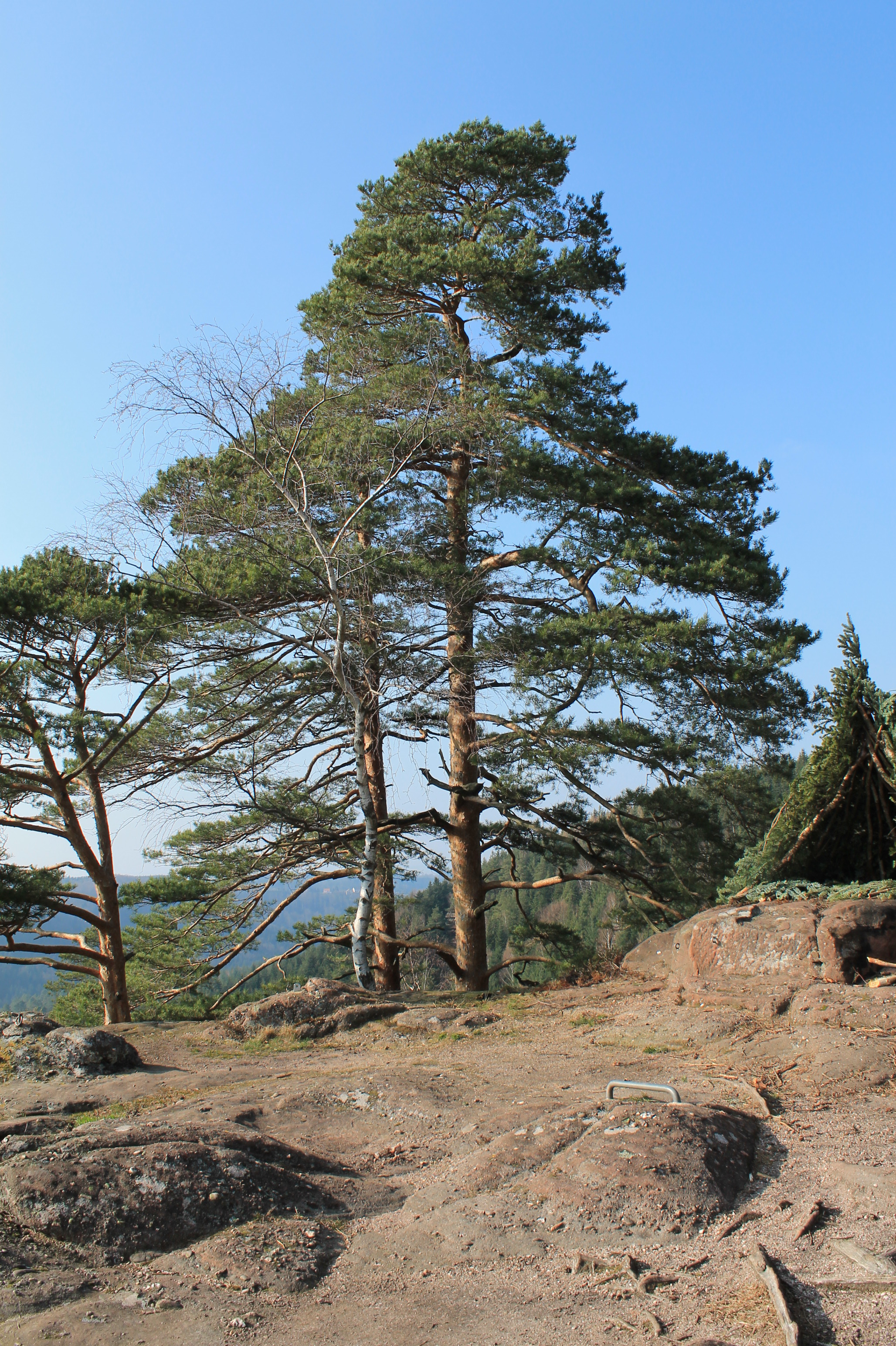
Pin sylvestre sur le rocher du Hohwalsch.

La hêtraie-sapinière de type submontagnard domine dans les vallées qui entourent le col du Hohwalsch. Suivant l’exposition du versant, le sapin l’emporte sur le hêtre ou l’inverse. Le sapin préfère les zones semi-ombragées, à l’abri du vent fort et riche en humidité.
Dans l’ensemble du pays de Dabo, en dessous de 1 000 m jusqu’aux contreforts rocheux du piémont de Saverne, le randonneur peut observer la présence isolée du pin sylvestre au sommet des rochers de conglomérat principal aux côtés du sorbier des oiseleurs. Comme il recherche la lumière et ne supporte pas la concurrence des arbres plus grand que lui, il n’a pas de concurrent sur les rochers. Il prend des formes tortueuses, voire rampantes, quand il pousse aux endroits les plus improbables sur les rochers attaqués par les vents ou dans les interstices des parois. Sinon, l’essence endémique du pin de Wangenbourg pousse dans ce secteur également sur les flancs secs et orientés plein sud.
En sous-bois, on rencontre essentiellement la fougère, la myrtille et la callune.

## Histoire
La présence de vestiges d'habitats parcellaires celtes autour du Hohwalsch indique une colonisation des crêtes alentour au moins depuis le Ier siècle de notre ère. Le cimetière gallo-romain des Trois Saints, l'établissement celtique de la croix du Hengstberg et l'enceinte du Heidenschloss en sont les témoins les plus marquants.
Un panneau de l’Office national des forêts renseigne les visiteurs sur la position stratégique du col avant que la route Lorraine-Alsace soit déplacée vers le col de Saverne. Le texte décrit l’historique du col en ces termes : « Dès le début de notre ère et jusqu’au XVe siècle, pour se rendre de Metz à Strasbourg où il était possible de franchir le Rhin, on empruntait le chemin le plus facile, remontant la vallée de la Sarre jusqu’au confluent de la Bièvre, au niveau de Sarrebourg, puis cette dernière jusqu’à sa source. Là on franchissait le col du Hohwalsch, point culminant de l’itinéraire à 486 m, pour rejoindre en quelques minutes, la vallée de la Zorn qui mène directement en Alsace. » Toutefois, aucune source universitaire ne semble corroborer cette information.
Le panneau parle également de l’ancien village de hauteur situé aux Trois-Saints (Dreiheiligen) tout proche du cimetière gallo-romain de Beimbach. Il ne reste plus rien de ce hameau à part quelques murets et quelques pierres de taille. En revanche, le cimetière gallo-romain avec ses stèles-maisons est encore très bien conservé.

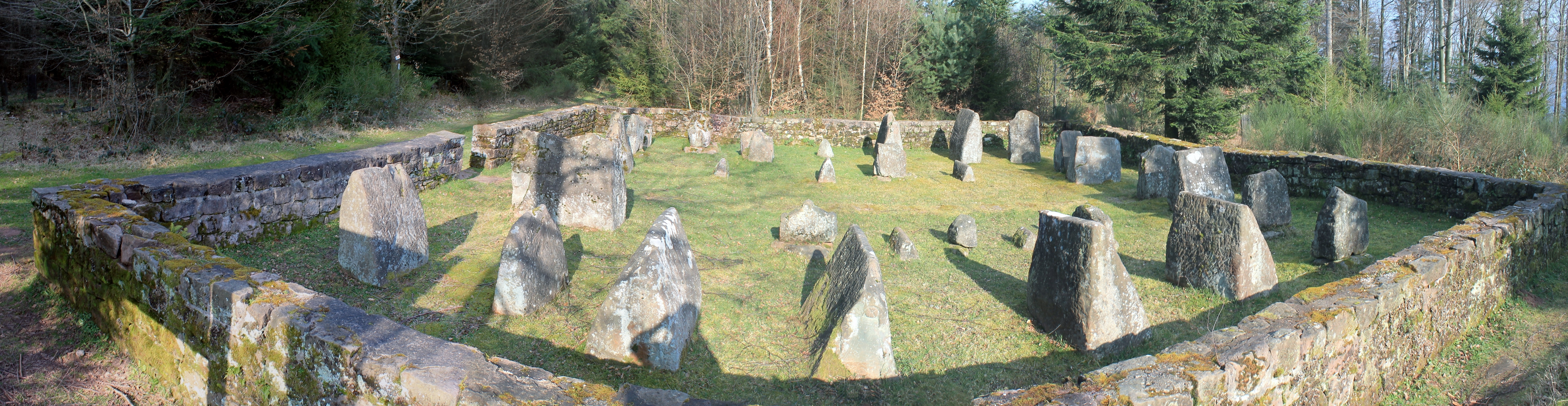
Cimetière gallo-romain de Beimbach

## Tourisme vert

### Randonnées pédestres

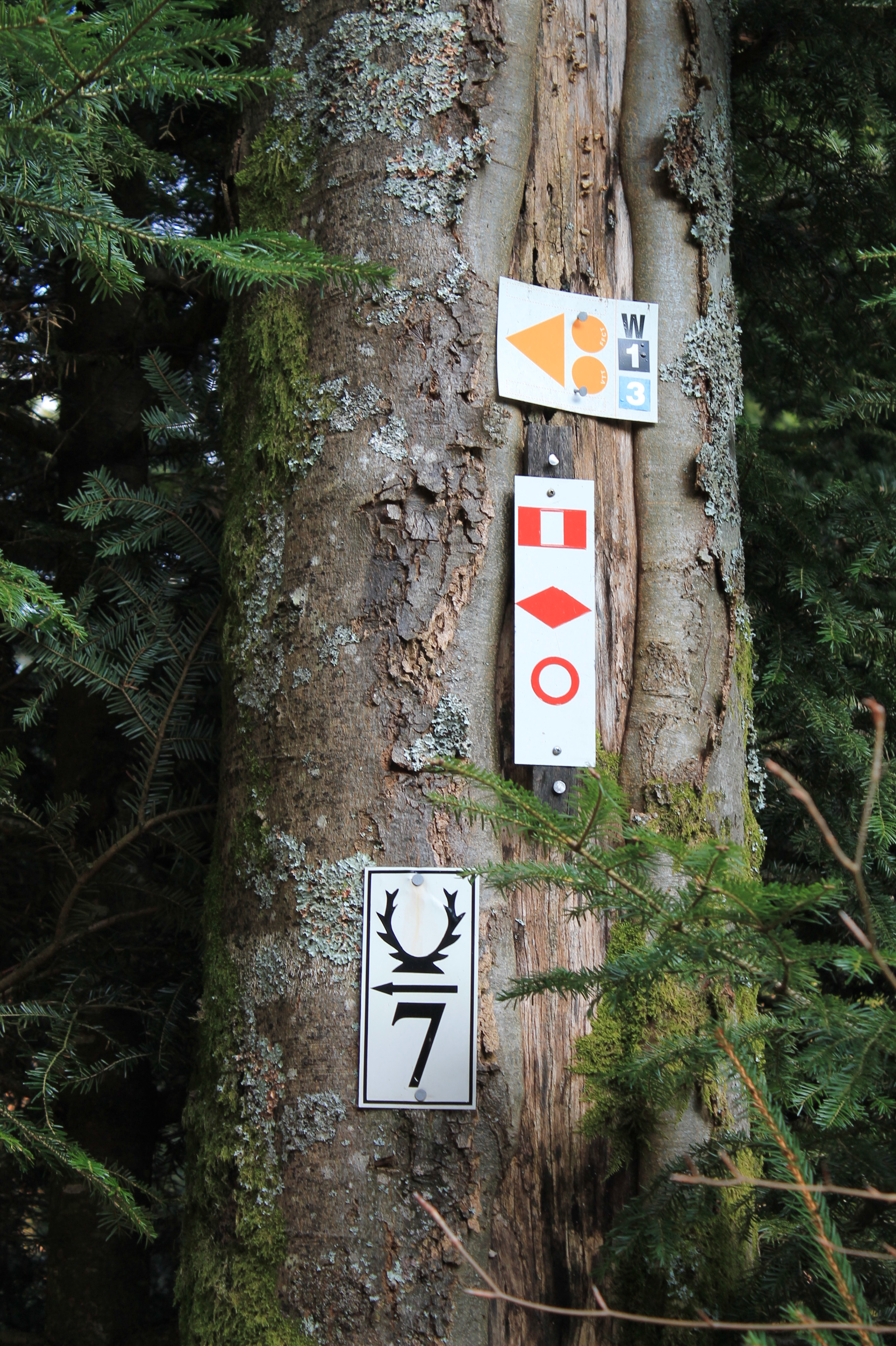
Trois balisages : randonnée, VTT et trophée du Cerf

Le col du Hohwalsch se trouve sur le sentier de grande randonnée annexe du GR53 matérialisé par le rectangle rouge du GR53 avec une bande blanche verticale au centre. Il fait la liaison avec le GR53 à Dabo et le GR5 à Abreschviller venant du Donon. La jonction est faisable en une journée de marche. Trois sentiers secondaires balisés avant et après le cimetière conduisent à Walscheid, Harreberg ou le massif du Hengst.
Le sentier annexe du GR53 permet de découvrir outre les vestiges gallo-romains Dabo et son Rocher, la chapelle et la grotte Saint-Léon, faisant référence au pape Léon IX.

### Circuits VTT
En partant soit de Walscheid, soit du col ou encore de la vallée de la Zorn, les vététistes utilisent les routes forestières très nombreuses dans le secteur ou bien les sentiers balisés FFC qui empruntent partiellement les mêmes routes forestières. Au col du Hohwalsch, on remarque les panneaux 1W, 2W et 3W.
Le trophée du Cerf est un rallye VTT qui a déjà connu plusieurs éditions. Les circuits changent à chaque fois et les organisateurs proposent différents trajets en fonction du niveau des participants. Le balisage est reconnaissable aux bois du cerf.

### Escalade

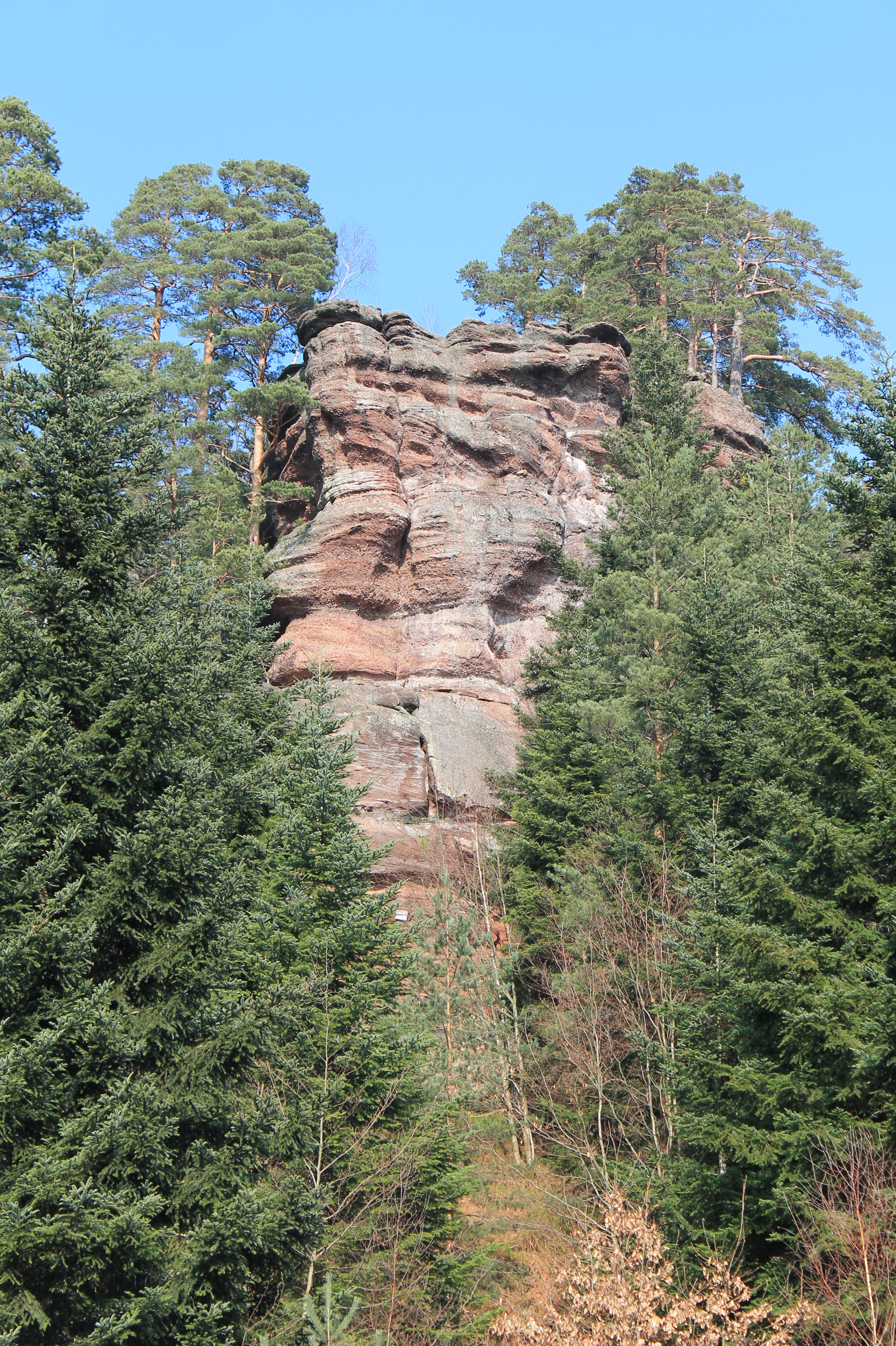
Rocher du Hohwalsch Walscheid

Le rocher du Hohwalsch en grès bigarré et conglomérat fait partie des falaises d'escalade de la région de Sarrebourg. Il est prisé pour ses voies en couenne allant du 5c au 7a+. Il fait vingt mètres de hauteur, de profil vertical et déversant. Les types de prises sont les réglettes et les galets. Il faut marcher cinq minutes sur le sentier de randonnée annexe GR53 qui passe à côté.
Il s'agit d'une couenne avec équipement sportif nécessaire, entre 25 et 50 voies, du 4c au 7a.
On trouve également, plus en retrait, un secteur propice à l’initiation avec des voies en dalles allant du 5b au 6b+, d’une hauteur de 7 à 10 mètres, accessible par le haut.